# Sydney Ice Dogs
Les Sydney Ice Dogs est un club de hockey sur glace de Blacktown, dans les faubourgs de Sydney en Australie. Il évolue dans l'AIHL, l'élite australienne.

## Historique
Le club est créé en 2002.

## Palmarès
- Vainqueur de l'AIHL : 2004.